# Halichoanolaimus quattuordecimpapillatus
Halichoanolaimus quattuordecimpapillatus is een rondwormensoort uit de familie van de Selachinematidae. De wetenschappelijke naam van de soort is voor het eerst geldig gepubliceerd in 1951 door Chitwood.